# Покохати Аннабель
«Покохати Аннабель» (англ. Loving Annabelle) — американська лесбійська мелодрама 2006 року, поставлена режисеркою Кетрін Брукс. Фільм знято на основі сюжету культової німецької ЛГБТ-стрічки 1931 року «Дівчата в уніформі» режисерки Леонтини Саган.

## Сюжет
Аннабель (Ерін Келлі) — донька сенатора, яку за свавільну вдачу відправлено до католицької школи із суворими порядками. Контролювати Аннабель доручають Симоні (Даян Гейдрі) — вчительці літератури. Зацікавлені внутрішнім світом одна одної, Симона і Аннабель все більше зближуються. Їхні стосунки поглиблюються. Не в змозі чинити опір відкритому прояву почуттів молодої дівчини і власним бажанням, Симона віддається пристрасті. Але тут же настає розплата: їх застає «на місці злочину» директор школи, і Симону заарештовують за підозрою в спокушанні неповнолітньої.
Сюжет фільму має загальні риси з п'єсою Крісти Вінслое «Вчора і сьогодні» (нім. Gestern Und Heute), за якою раніше було знято фільм «Дівчата в уніформі» версій 1931 і 1958 років. Схожі моменти:
- головну героїню привозять до жіночої школи із суворими порядками
- школою завідує сувора жорстка директорка
- головна героїня закохується у вчительку
- відбувається скандал, пов'язаний з взаємостосунками вчительки і учениці.

## У ролях
| Акторка         |  | Персонажка      |
| --------------- |  | --------------- |
| Ерін Келлі      |  | Аннабель Тілман |
| Даян Гейдрі     |  | Симона Бредлі   |
| Лора Брекенрідж |  | Колінс          |
| Мішель Горн     |  | Крістен         |

| Актор(ка)       |  | Персонаж(ка)    |
| --------------- |  | --------------- |
| Жустін Фудікар  |  | Кет Пегрум      |
| Айлін Граф      |  | Мати Іммакулата |
| Маркус Фланаган |  | Майкл           |
| Карен Теліха    |  | Сестра Клер     |

## Визнання
| Нагороди та номінації фільму «Покохати Аннабель» | Нагороди та номінації фільму «Покохати Аннабель»      | Нагороди та номінації фільму «Покохати Аннабель» | Нагороди та номінації фільму «Покохати Аннабель» | Нагороди та номінації фільму «Покохати Аннабель» | Нагороди та номінації фільму «Покохати Аннабель» |
| Рік                                              | Кінофестиваль/кінопремія                              | Категорія/нагорода                               | Номінант                                         | Результат                                        |                                                  |
| ------------------------------------------------ | ----------------------------------------------------- | ------------------------------------------------ | ------------------------------------------------ | ------------------------------------------------ | ------------------------------------------------ |
| 2006                                             | Паризький кінофестиваль                               | Приз журі                                        | Покохати Аннабель                                | Перемога                                         |                                                  |
| 2006                                             | Кінофестиваль в Лонг-Айленді                          | Премія аудиторії за художні особливості          | Покохати Аннабель                                | Перемога                                         |                                                  |
| 2006                                             | Кінофестиваль а Атланті                               | Приз глядацьких симпатій                         | Кетрін Брукс                                     | Перемога                                         |                                                  |
| 2006                                             | Остінський гей-лесбійський кінофестиваль              | Найкращий художній фільм                         | Покохати Аннабель                                | Перемога                                         |                                                  |
| 2006                                             | Барселонський гей-лесбійський кінофестиваль           | Найкращий художній фільм                         | Покохати Аннабель                                | Перемога                                         |                                                  |
| 2006                                             | ЛГБТ-кінофестиваль Аутфест (Лос-Анджелес)             | Приз глядацьких симпатій                         | Покохати Аннабель                                | Перемога                                         |                                                  |
| 2006                                             | Гей-лесбійський міжнародний кінофестиваль у Форт-Ворт | Премія Q за найкращий художній фільм             | Покохати Аннабель                                | Перемога                                         |                                                  |